# Јунус-Бек Јевкуров
Јунус-Бек Баматгирејевич Јевкуров (рус. Юнус-Бек Баматгиреевич Евкуров; Tарскоје, 23. јул 1963) је тренутни заменик Министра одбране Руске Федерације и бивши председник Републике Ингушетије у јужној Русији, именован од председника Дмитрија Медведева, 30. октобра 2008 Следећег дана, Скупштина Ингушетије гласала је у корист Јевкуровог именовања, што га је начинило 3. председником Ингушетије.
Он је професионални војник, падобранац, и херој Русије који је био укључен у бројне конфликте у којима је Русија одиграла кључну улогу, укључујући Косово (1999) и Чеченију.

## Детињство и младост
Јевкуров, етнички Ингуш, рођен је 23. јула 1963. у сељачкој породици, као једно од 12 деце. Завршио је исту школу која је касније била поприште Бесланског масакра.

## Војна служба
Јевкурова је регрутовала совјетска армија у 1982, на службу у морнаричкој пешадији Тихоокеанске флоте. 1989, дипломирао је на Рјазањској школи падобранских трупа. Јевкуров је наставио своје војно образовање, завршивши Војну академију Фрунзе у 1997. и Војну академију Генералштаба у 2004.
У јуну 1999, Јевкуров је био стациониран у Босни код Угљевика са руским мировњацима СФОР. 12. јуна, он је повео чету у 500 km дуг брзи марш, са циљем да заузме Приштински међународни аеродром пре НАТО трупа, тако обезбедивши руско присуство у Косову након НАТО бомбардовања Југославије.

## Политичка каријера
30. октобра 2008, Јевкуров је заменио врло непопуларног Мурата Зјазикова као председник Ингушетије. Ингушко становништво је са пуно ентузијазма примило разрешење Зјазикова и именовање Јевкурова.

## Атентат
Дана 22. јуна 2009, Јевкуров је озбиљно повређен након напада ауто-бомбом напад на његов аутомобил у граду Назрану око 8 и 20 по локалном времену (4 и 20 по Гриничу).